# Paul Stohrer

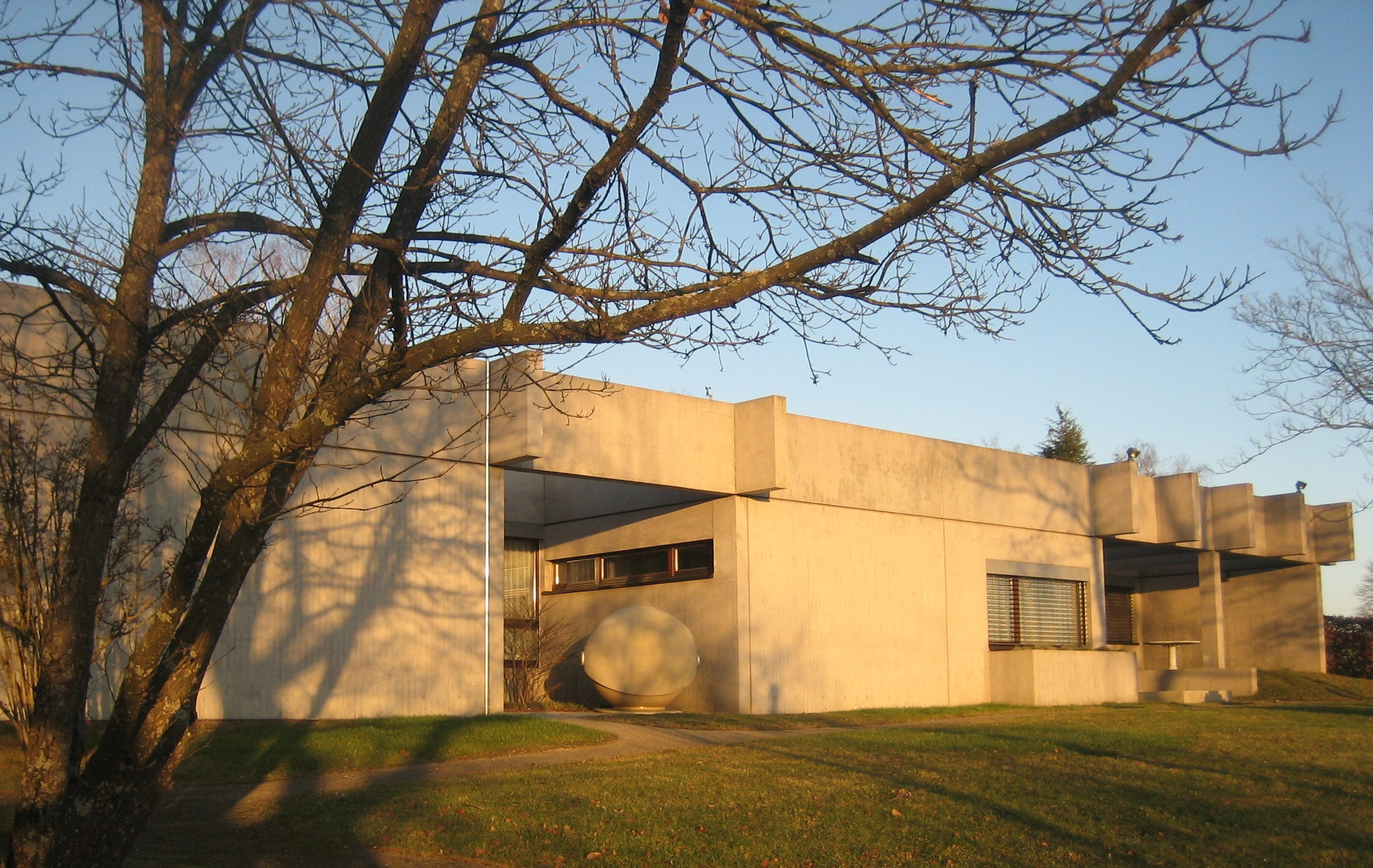
Wohnhaus und Galeriegebäude Dr. Domnick in Nürtingen, 1967

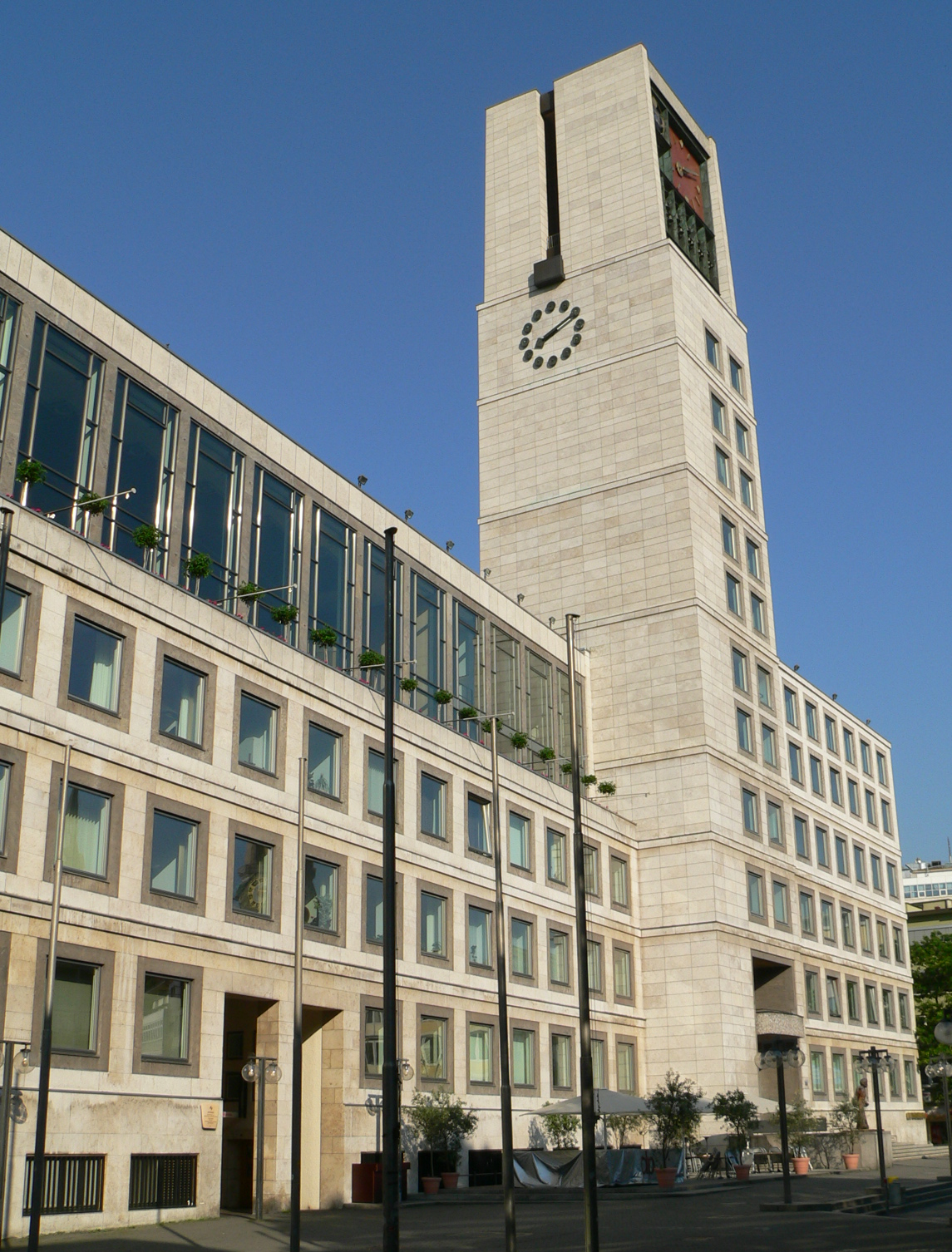
Rathaus in Stuttgart, 1956

Paul Stohrer (* 3. August 1909 in Stuttgart; † 30. Juni 1975 ebenda) war ein deutscher Architekt und Hochschullehrer.

## Leben
Paul Stohrer begann 1927 ein Ingenieurstudium an der Staatlichen Höheren Bauschule Stuttgart, das er 1934 – nach einer Unterbrechung zwischen 1928 und 1932 – mit der Prüfung für den mittleren Baudienst abschloss. Von 1933 bis 1934 und von 1940 bis 1944 studierte er Architektur an der Technischen Hochschule Stuttgart und war dort Schüler von Paul Bonatz und Paul Schmitthenner, bei dem er 1944 seine Diplom-Hauptprüfung ablegte. Danach arbeitete er als freischaffender Architekt in Stuttgart und gehörte dort in den beiden Jahrzehnten zwischen 1950 und 1970 zu den bedeutendsten Nachkriegsarchitekten. Außerdem schuf er Bühnenbilder und führte auch Regie am Theater. Stohrer galt als schillernde Persönlichkeit, die schnelle Autos und extravagante Auftritte liebte.
Ab 1947 lehrte er als Dozent an der Staatsbauschule Stuttgart (heute Hochschule für Technik Stuttgart). 1957 wurde Stohrer zum Staatlichen Baurat ernannt, 1959 zum Staatlichen Oberbaurat. Von 1959 bis 1972 führte Paul Stohrer die Amtsbezeichnung Professor für das Lehrgebiet Entwerfen und Innenraumgestaltung.
Zu seinen frühen Werken gehörten der Umbau des zerstörten Berliner Filmtheaters Roxy-Palast (1951 zusammen mit Bruno Meltendorf) und das Filmcasino (im Bazar) München. Im Stuttgarter Raum entwarf Stohrer unter anderem das Staatstheater Stuttgart (Kammertheater), das Rathaus Stuttgart (in Zusammenarbeit mit Hans Paul Schmohl), die Villa Domnick II in Nürtingen sowie das Gebäude der Handwerkskammer an der Türlenstraße in Stuttgart.
In Stohrers Projekten ist häufig eine Nähe zu den Bauten der Klassischen Moderne erkennbar. Stohrers eigene Architektursprache zeichnet sich jedoch vor allem durch seine Vielseitigkeit aus. Während das elegant wirkende Büro- und Wohnhaus Stohrer im Herdweg in Stuttgart mit seinen großflächigen Glasfronten von der Transparenz und Leichtigkeit der Moderne kündet, erscheinen das inzwischen zerstörte Geschäftshaus Radio Barth in Stuttgart oder das Wohnhaus und Galeriegebäude Dr. Domnick in Nürtingen mit ihren kräftigen Sichtbetonkörpern deutlich umschlossener und schwerer. Gerade bei letzterem offenbart sich Stohrers feines Gespür für das Bauen in der Landschaft und die überzeugende Balance zwischen offenen und geschlossenen Flächen, die nur an gezielt gesetzten Stellen Ausblicke erlaubt.
Kurz vor seinem 66. Geburtstag verstarb Paul Stohrer in Stuttgart an den Folgen eines Herzinfarkts.

## Bauten und Entwürfe (Auswahl)

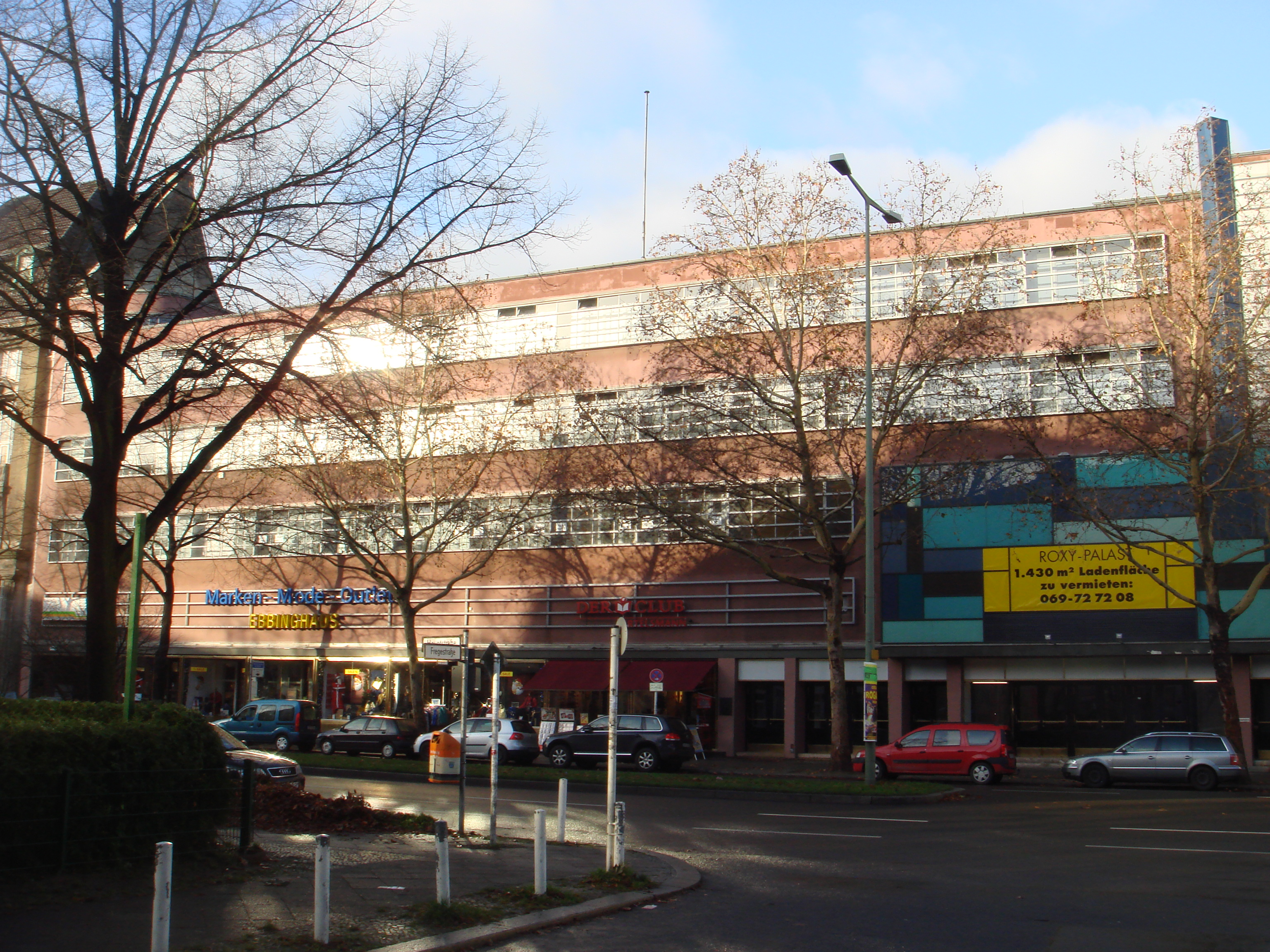
Roxy-Palast in Berlin-Friedenau, 1951

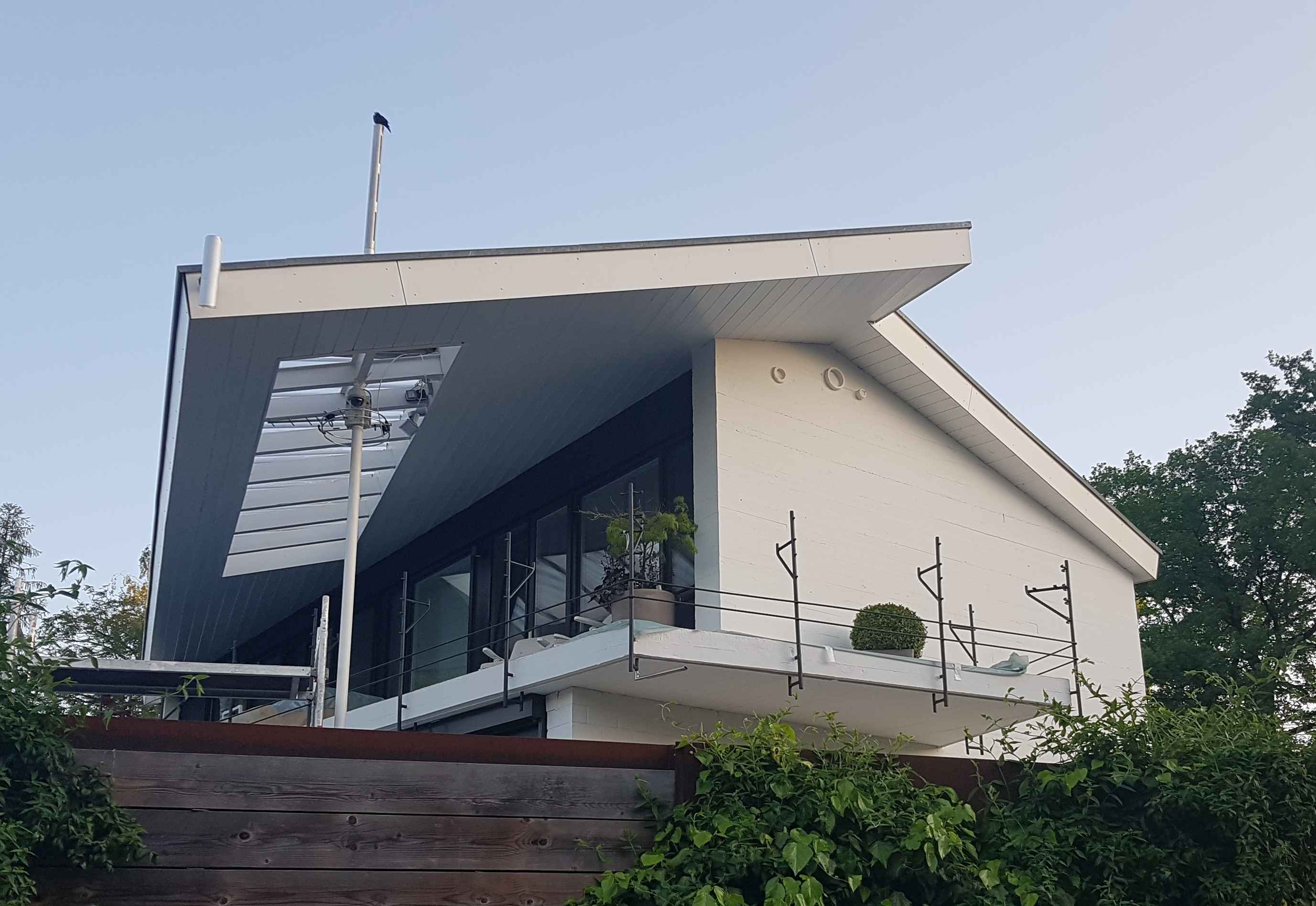
Wohnhaus in Stuttgart-Schönberg, 1957/58

- 1948: Kabarett Mausefalle in Stuttgart
- 1951: Film-Casino Odeonsplatz im Bazar in München
- 1951: Umbau des zerstörten Filmtheaters Roxy-Palast in Berlin-Friedenau (mit Bruno Meltendorf)
- 1952: Verwaltungsgebäude der Aachener und Münchener Feuerversicherungsgesellschaft in Stuttgart
- 1953: Villa als „Gartenhofhaus“[1] für Margot Hielscher und Friedrich Meyer in München (Herzogpark)
- 1953–1954: Haus Sulzberger in Stuttgart
- 1954: Verwaltungsgebäude für die Süddeutsche Holzberufsgenossenschaft in Stuttgart
- 1955/56: Umbau des Großen Hauses der Württembergischen Staatstheater Stuttgart, dabei Glättung des Zuschauerraums, welche 1983/84 rückgängig gemacht wurde[2]
- 1956: Stuttgarter Rathaus (mit Hans Paul Schmohl)
- 1957/58 Wohnhaus in Stuttgart-Schönberg
- 1958: Geschäftshaus Hofbräueck in Stuttgart
- 1959: Stadttheater in Mönchengladbach (2012 abgerissen)
- 1961: Sommerhaus Moroshito in Dingelsdorf am Bodensee[3]
- 1961: Büro- und Wohnhaus Stohrer in Stuttgart
- 1962: Gebäude der Handwerkskammer Stuttgart
- 1963: Geschäftshaus der Iduna-Versicherung in München
- 1966: Atelierhaus im Schellenkönig in Stuttgart
- 1966: Geschäftshaus Radio Barth in Stuttgart (2000 abgerissen)
- 1967: Wohnhaus und Galeriegebäude Dr. Domnick in Nürtingen
- 1974: Bürogebäude in Göppingen

## Auszeichnungen
- 1963: Paul-Bonatz-Preis für das Büro- und Wohnhaus Stohrer in Stuttgart